# Абросимово (Кимрский район)
Аброси́мово — деревня в Кимрском районе Тверской области России, входит в состав Устиновского сельского поселения.

## География
Деревня находится в левобережье реки Лужменка, рядом с автодорогой 28Н-0724 Ильинское—Неклюдово.

## Население
| 2010 |
| ---- |
| 1    |

В 1859 году во владельческой деревне Обросимово (при речке Лужменке) 1 стана Корчевского уезда в 17 дворах проживали 103 человека (49 мужчин и 54 женщины).

По данным Всероссийской переписи населения 2002 года в деревне Абросимово Устиновского сельского округа Кимрского района проживали 3 человека, русские.